# Ōyama Sutematsu
Det här är en artikel om en person med japanskt personnamn; Ōyama är familjenamnet.
Ōyama Sutematsu, född 1860, död 1919, var en japansk akademiker.
Hon är känd som en av de första japanska kvinnorna som fick en högre formell utbildning. I november 1871 ingick hon i den grupp på de första fem japanska kvinnliga studenter - Uryū Shigeko, Tsuda Umeko, Ōyama Sutematsu, Ryoko Yoshimasu och Ueda Teiko - som lämnade Japan med den så kallade Iwakuramissionen för att studera vid college i USA. Ueda Teiko, som endast var sex år gammal, återvände till Japan utan att avsluta sin utbildning, men de övriga gjorde sig alla bemärkta som pionjärer i sammanhanget.
Vid sin återkomst till Japan blev hon rådgivare i modern kultur för kejsarinnan och var medgrundare till flickavdelningen på Gakushūin 1884.